# وسیلوو مونیکیپلیتی
وسیلوو مونیکیپلیتی (به لاتین: Vasilevo Municipality) یک سکونتگاه مسکونی در جمهوری مقدونیه است که در جمهوری مقدونیه واقع شده‌است.

## خصوصیات
وسیلوو مونیکیپلیتی ۱۲٬۱۲۲ نفر جمعیت دارد.